# Jerzy Kozłowski (regionalista)
Jerzy Bogumił Kozłowski (ur. 25 lipca 1930 w Zduńskiej Woli, zm. 27 października 2010 w Zduńska Wola) – polski regionalista, społecznik, działacz kulturalny i sportowy, kolekcjoner, publicysta, wieloletni wiceprezes Towarzystwa Przyjaciół Zduńskiej Woli.

## Życiorys
Urodził się 25.07.1930 r. w Zduńskiej Woli. W Łodzi ukończył Liceum Handlu Zagranicznego (1949) oraz Wyższą Szkołę Ekonomiczną (1954), uzyskując w 1970 r. tytuł magistra. Był czołowym zawodnikiem biegów sprinterskich w Polsce. W 1947 r. zdobył tytuł mistrza Polski młodzików w Bydgoszczy. Mistrzem Polski juniorów został w 1949 r. Zdobyte doświadczenia przekazywał młodzieży w Zduńskiej Woli. W latach 70. XX w. został lekkoatletycznym sędzia klasy międzynarodowej. W 1955 r. był inicjatorem budowy stadionu „Start Resursa” w Zduńskiej Woli. Jako prezes Zarządu Oddziału Miejskiego Polskiego Towarzystwa Turystyczno-Krajoznawczego w Zduńskiej Woli, a następnie Zarządu Wojewódzkiego Polskiego Towarzystwa Turystyczno-Krajoznawczego w Sieradzu organizował pionierskie spływy rzeką Wartą.
Był współtwórcą i działaczem na terenie Zduńskiej Woli: Harcerskiego Chóru Rewelersów (1948), zespołu jazzowego „Hot Combo” (1957), Klubu Kolekcjonera (1974), Towarzystwa Przyjaciół Zduńskiej Woli (1975) oraz Zduńskowolskiego Towarzystwa Inicjatyw Społecznych (1995), które zainicjowało odbudowę historycznego ratusza w centrum miasta.
Powstałe z jego inicjatywy 14 maja 1975 r. Towarzystwo Przyjaciół Zduńskiej Woli doprowadziło po wielu staraniach do utworzenia Muzeum Historii Miasta Zduńska Wola. Jerzy Kozłowski w latach 1975–2003 pełnił funkcję wiceprezesa Towarzystwa Przyjaciół Zduńskiej Woli, w latach 1995–2010 funkcję prezesa Zduńskowolskiego Towarzystwa Inicjatyw Społecznych. Był także wieloletnim prezesem Klubu Kolekcjonera działającego przy Domu Kultury „Lokator” w Zduńskiej Woli. Klub przez kilkanaście lat był Kołem Polskiego Towarzystwa Archeologicznego i Numizmatycznego Oddział w Łodzi. Za zasługi dla kolekcjonerstwa Jerzy Kozłowski w 2002 r. został uhonorowany Nagrodą Pierścienia – Hetmana Kolekcjonerów Polskich Jerzego Dunin Borkowskiego w Centrum Kolekcjonerstwa Polskiego w Krośniewicach. W październiku 2009 r. Jerzy Kozłowski obchodził swój benefis pracy społecznej, podczas którego został mu nadany tytuł Hetmana Kolekcjonerów Zduńskowolskich.
Zmarł 27 października 2010 r. w wieku 80 lat w Zduńskiej Woli. Pogrzeb odbył się 29 października, po czym spoczął na starym cmentarzu przy ul. Łaskiej, w głównej alei.

## Publicystyka
Od roku 1950 publikował w prasie, jako korespondent „Dziennika Łódzkiego” i Rozgłośni Polskiego Radia w Łodzi. Opublikował 34 książki i broszury oraz kilkadziesiąt artykułów prasowych o Zduńskiej Woli. Jego wieloletnim dorobkiem i ukoronowaniem pracy społecznej było wydanie w 2010 r. publikacji Opowieści z miasta nad Brodnią.
Książkę o nim – Jerzy Kozłowski. Twórczy hetman napisał poeta i prozaik Roman Tomaszewski (Wydawnictwo Intrograf, Zduńska Wola, 2013, ISBN 978-83-62361-38-0).

## Odznaczenia
- Krzyż Kawalerski Orderu Odrodzenia Polski
- Złoty Krzyż Zasługi
- Odznaka honorowa „Zasłużony dla Kultury Polskiej”
- Odznaka „Zasłużony Działacz Kultury”
- Odznaka „Zasłużony Działacz Turystyki”
- Odznaka „Zasłużony Działacz Kultury Fizycznej”